# Gorongosa (Distrikt)
Gorongosa ist ein Distrikt der Provinz Sofala in Mosambik mit der Hauptstadt Gorongosa. Sein Gebiet grenzt im Norden an den Distrikt Maringué und an die Provinz Manica, im Osten an die Distrikte Muanza und Cheringoma, im Süden an den Distrikt Nhamatanda und im Westen an die Provinz Manica.

## Geographie
Der Distrikt Gorongosa ist 6776 Quadratkilometer groß und hatte 2013 eine Einwohnerzahl von 143.518 Menschen.
Seine Hauptflüsse sind der Vanduzi und der Chitunga im Westen und der Vunduzi und der Nhandu im Osten. Nach der Klassifikation von Köppen und Geiger liegt Gorongosa in zwei Klimazonen: tropisches Savannenklima (Aw) und in den Gorongosa Bergen subtropisches Gebirgsklima (Cw). Die durchschnittliche jährliche Niederschlagsmenge ist 2241 Millimeter.
Der Distrikt wird beherrscht vom Nationalpark Gorongosa, der in den südlichen Ausläufern des Ostafrikanischen Grabens liegt.

## Bevölkerung
| Der Distrikt Gorongosa hat eine Bevölkerungsdichte von 21 Personen pro Quadratkilometer. Die Bevölkerung ist sehr jung, über zwanzig Prozent der Einwohner sind unter fünf Jahre alt und über dreißig Prozent sind zwischen fünf und vierzehn Jahren. Es gibt im Distrikt überdurchschnittlich viele verheiratete Paare: \| \| Distrikt Gorongosa \| Provinz Sofala \| \| ------------- \| ------------------ \| -------------- \| \| allein lebend \| 3 % \| 35 % \| \| verheiratet \| 84 % \| 55 % \| \| geschieden \| 3 % \| 3 % \| \| verwitwet \| 10 % \| 6 % \| \| unbekannt \| 0 % \| 1 % \| |                    |                |
| | Distrikt Gorongosa | Provinz Sofala |
| allein lebend | 3 %                | 35 %           |
| verheiratet | 84 %               | 55 %           |
| geschieden | 3 %                | 3 %            |
| verwitwet | 10 %               | 6 %            |
| unbekannt | 0 %                | 1 %            |

## Einrichtungen und Dienstleistungen
In Distrikt befinden sich (Stand 2013) hundert Grundschulen (Primárias), davon sind 75 öffentliche Schulen und 25 Privatschulen. Von den acht weiterführende Schulen (Secundárias) sind vier öffentlich und vier privat.
In Gorongosa gibt es elf Gesundheitszentren und fünf Ambulanzen.

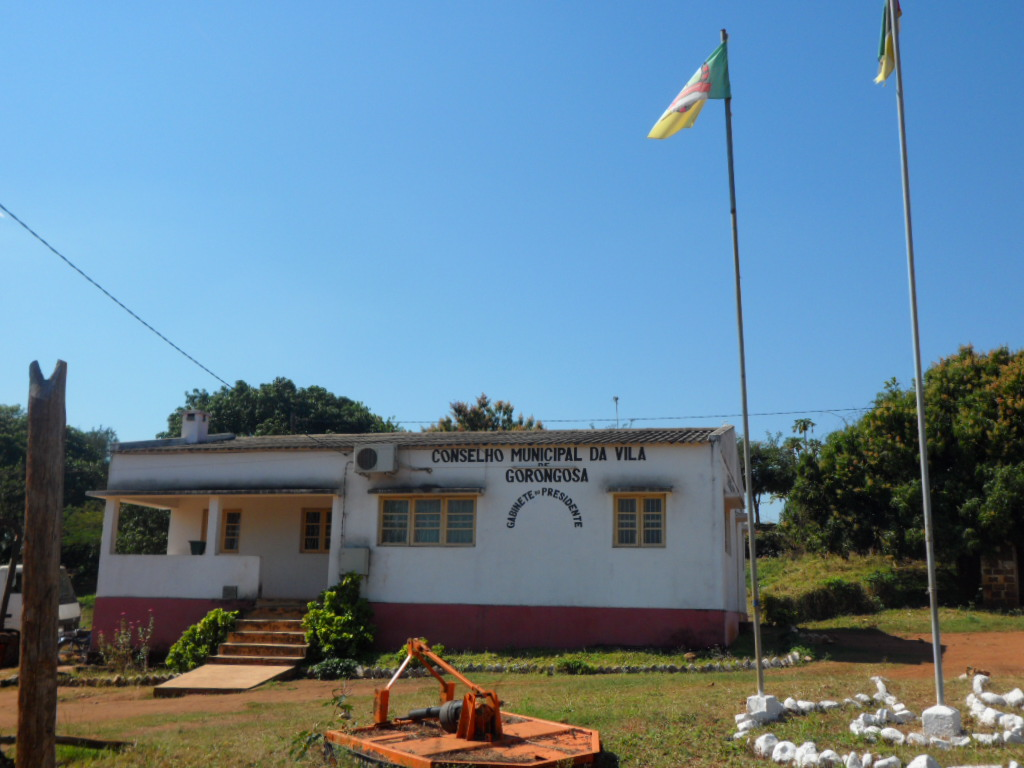
Stadtverwaltung von Gorongosa

## Verwaltungsgliederung
Der Distrikt Gorongosa ist in drei Verwaltungsposten (postos administrativos) gegliedert:

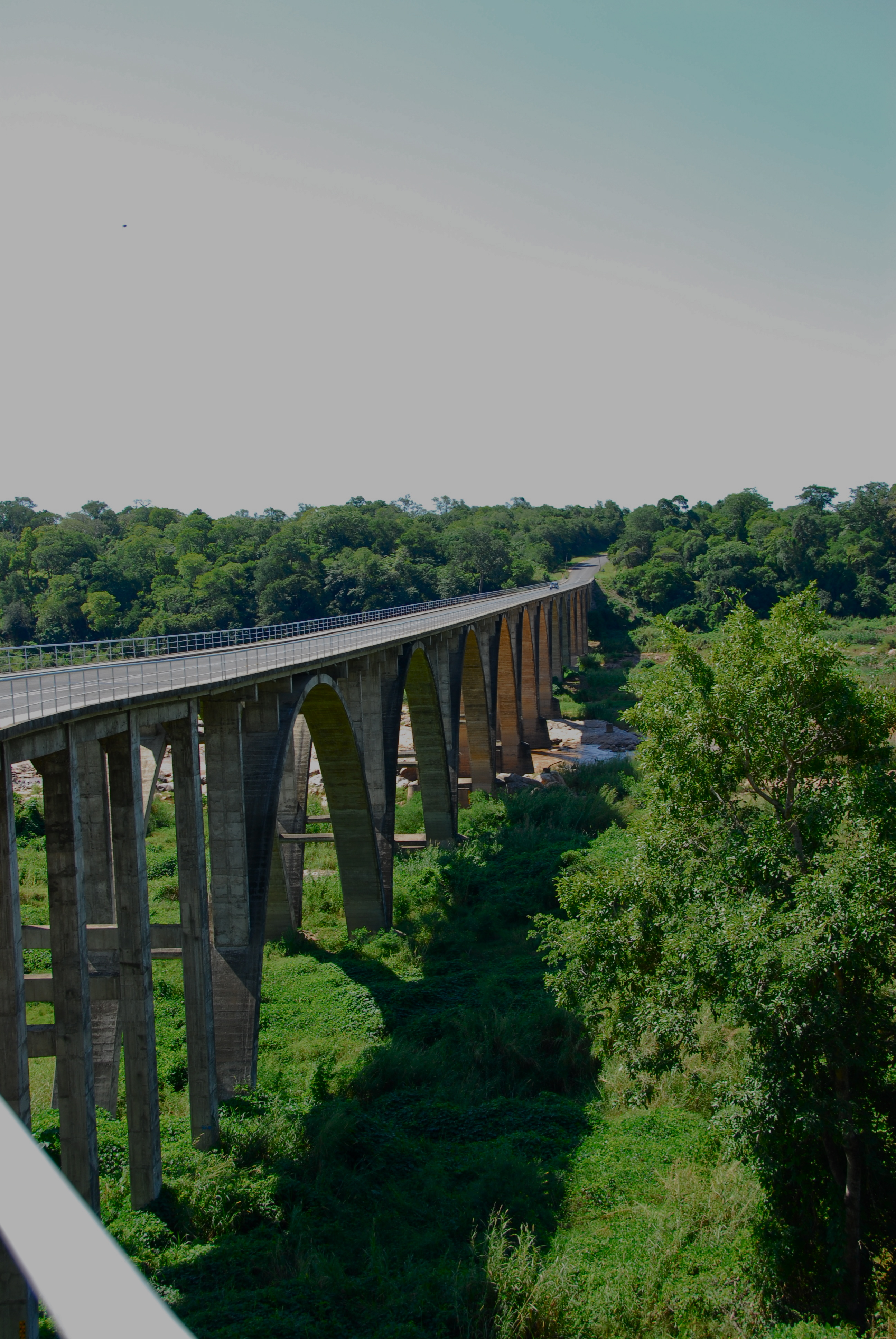
Gorongosa Brücke

- Gorongosa
- Nhamadzi
- Vanduzi[2]

## Wirtschaft und Infrastruktur
Im Jahr 2007 hatten zwei Prozent der Bevölkerung Zugang zu elektrischer Energie (12,6 Prozent in der Provinz Sofala). Nur zwei Prozent bekamen das Trinkwasser aus einem Brunnen, 44 Prozent aus einem Fluss oder einem Teich.

### Landwirtschaft
Im Jahr 2010 hatte Gorongosa 20.000 landwirtschaftliche Betriebe mit durchschnittlich 1,9 Hektar Land. Die meisten Anbauflächen gab es (Stand 2000) mit 12.200 Hektar für Mais. Weiters wurden Maniok, Bohnen, Erdnüsse, Hirse, Zuckerrohr und Süßkartoffel angebaut.

### Bodenschätze
Im Distrikt Gorongosa werden Sand und Kies, Graphit und Gold abgebaut.

### Verkehr
Das Straßennetz hat eine Länge von 146 Kilometern. Die Nationalstraße EN1 durchquert den Distrikt und führt entlang der Westgrenze des Nationalparks Gorongosa.

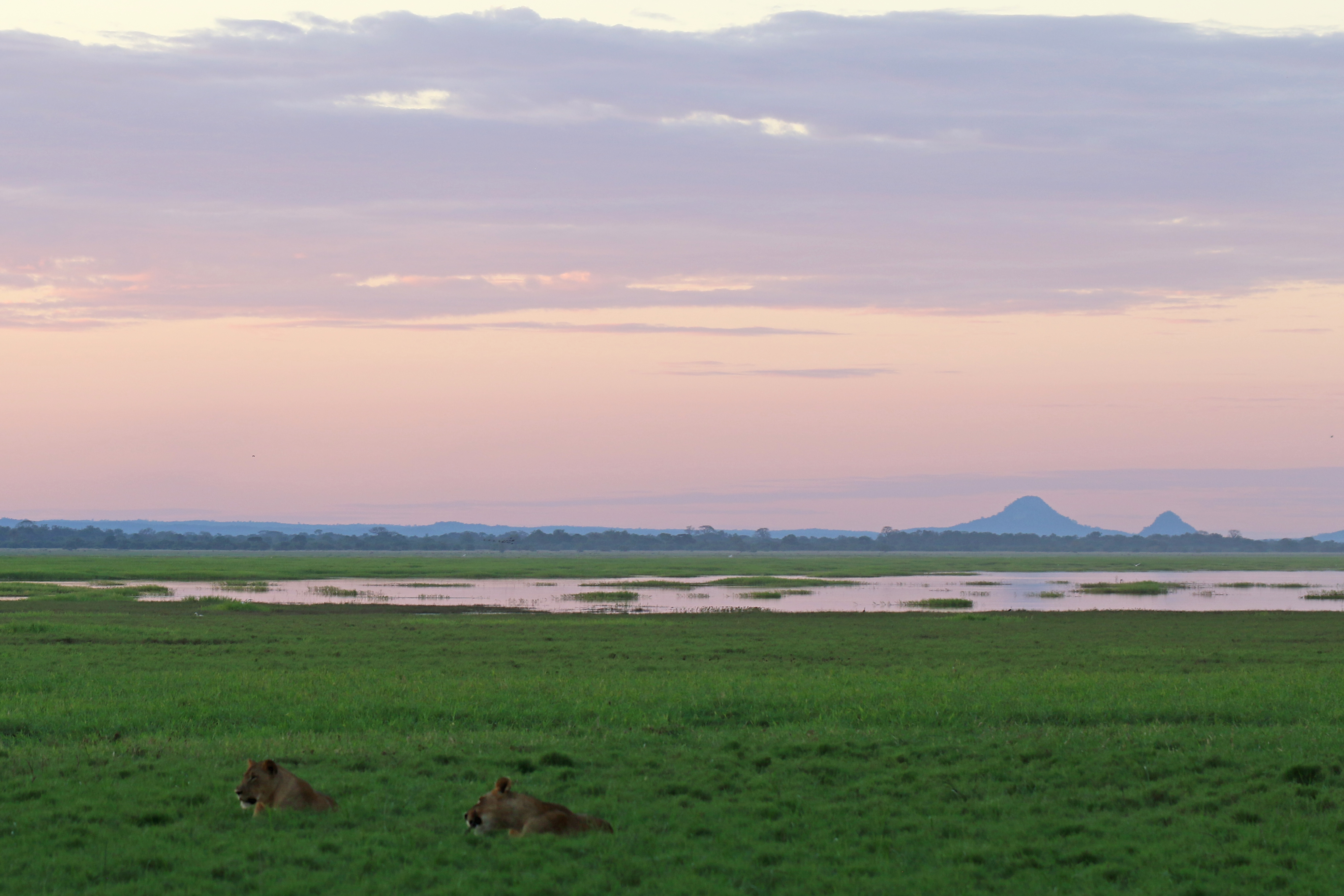
Gorongosa-Nationalpark: Im Hintergrund Gorongosa Berge, Löwen im Vordergrund

### Gorongosa-Nationalpark
Der Gorongosa-Nationalpark wurde im Jahr 1960 von den portugiesischen Kolonialherren gegründet. Jährlich besuchten 20.000 Touristen die Tierherden mit Zebras, Gnus, Flusspferden, Büffel, Elefanten und Löwen. Im Bürgerkrieg (1977–1992) verschanzten sich Rebellen in den Wäldern und schossen Tiere, um sie zu essen und das Elfenbein zu verkaufen. Die Wildbestände wurden stark dezimiert, von 3000 Zebras überlebten nur 65. Nur 108 von 2200 Elefanten lebten im Jahr 1994 noch, Büffel, Gnus, Nashörner und Flusspferde waren ganz ausgerottet.
Nach 2004 wurde mit Hilfe des Amerikaners Greg Carr der Park wieder aufgebaut und Tiere aus dem Krüger-Nationalpark eingeführt. Heute werden wieder Safaris angeboten. Warzenschweine, Antilopen, Wasserböcke und Flusspferde bevölkern den Park, es gibt zahlreiche Nilpferde und Krokodile.